# Jordan Wetria
Jordan Wétria (* 7. Juli 1994) ist ein neukaledonischer Fußballspieler auf der Position eines Stürmers. Er ist aktuell für Hienghène Sport und in der Neukaledonischen Fußballnationalmannschaft aktiv.

## Karriere

### Verein
Seine Vereinskarriere verbrachte Wétria bisher in seiner neukaledonischen Heimat, jedoch geben die Quellen zu seiner Karriere vor 2019 keine Auskunft. Im Jahr 2019 gehört er dem Kader des SC Ne Drehu in der erstklassigen Super Ligue an. Hier belegte er in seiner Debütsaison mit der Mannschaft den fünften Tabellenplatz. Ein Jahr später stand er neben Willy Wahéo und Mone Wamowé im Finale des Coupe de Calédonie, unterlag dort jedoch den Ligakonkurrenten Hienghène Sport mit 1:2. 2021 wurde er neukaledonischer Vizemeister und nahm daraufhin an der Qualifikationsrunde für die OFC Champions League teil. Hier unterlag die Mannschaft in der Ersten Runde der Nationalen Playoffs den amtierenden neukaledonischen Meister Hienghène Sport nach Hin- und Rückspiel mit 3:4. Nach einem vierten Platz in der Meisterschaft 2022 wechselte Wétria zum Ende der Saison innerhalb der Liga zu Hienghène Sport.

### Nationalmannschaft
Sein Debüt im Dress der neukaledonischen Fußballnationalmannschaft gab Wétria, im Rahmen der Qualifikation für die Weltmeisterschaft 2022, am 18. März 2022 gegen die Mannschaft aus Fidschi (1:2). Hier erzielte er in der 78. Minute auch das einzige Tor seiner Mannschaft. Drei Tage später stand er im Startaufgebot von Neukaledonien gegen die Mannschaft aus Papua-Neuguinea (1:0), welches aber ebenfalls verloren ging. Beim erstmals im Jahr 2022 wieder ausgetragenem Melanesien-Cup, gehörte Wétria neben Joseph Athalé, David Béaruné, Pierre Bako und Torhüter Mickaël Ulile zum Aufgebot von Neukaledonien. Er kam hierbei in beiden Gruppenspielen zum Einsatz und absolvierte am 21. September 2022 sein bisher letztes Länderspiel gegen die Mannschaft von den Salomonen (0:1).